# أليس كوغزويل
أليس كوغزويل (بالإنجليزية: Alice Cogswell) هي طالبة أمريكية، ولدت في 31 أغسطس 1805 في هارتفورد في الولايات المتحدة، وتوفي بنفس المكان في 30 ديسمبر 1830.